# Giriyoso (Jatipurno)
Giriyoso is een bestuurslaag in het regentschap Wonogiri van de provincie Midden-Java, Indonesië. Giriyoso telt 2425 inwoners (volkstelling 2010).